# بالانس
بالانس (به انگلیسی: Ballance) یک بازی پازلی سه‌بعدی برای ویندوز است که در ۲ آوریل ۲۰۰۴ توسط آتاری اروپا منتشر شد. بازیکن با صفحه‌کلید یک گوی را کنترل می‌کند و باید آن را در طول مسیر هدایت کند، بدون اینکه گوی از لبه‌های سطح بازی خارج شود.

## گیم پلی
بازیکن، هدایت توپی را بر عهده دارد و باید این توپ را به مقصد برساند و در به مقصد رساندن این توپ با موانع زیادی رو به رو خواهد شد. در بازی، از ۳ توپ مختلف استفاده می‌شود. در هر مرحله مکان‌هایی وجود دارد که می‌توان توپ را تعویض کرد: توپ چوبی، توپ سنگی و توپ کاغذی.
بازی از ۱۲ مرحله تشکیل شده است.